# سیارک ۱۰۹۸۱
سیارک ۱۰۹۸۱ (به انگلیسی: 10981 Fransaris، نامگذاری:1148T-3) ده هزار و نهصد و هشتاد و یکمین سیارک کشف شده‌است که در ۱۷ اکتبر ۱۹۷۷ کشف شد.
قدر مطلق سیارک برابر ۲۵.۷ است.